# Stanisław Mycielski (pułkownik)
Stanisław Mycielski herbu Dołęga (ur. 9 listopada 1767 w Nowej Wsi pod Wronkami, zm. 3 lutego 1813 w Poznaniu) – polski działacz niepodległościowy, pułkownik wojsk napoleońskich.

## Życiorys
Był synem Józefa (wojewody inowrocławskiego) i Franciszki z Koźmińskich. Pierwsze nauki pobierał w domu pod kierunkiem księży filipinów z Gostynia, następnie studiował w Paryżu nauki przyrodnicze, geografię i medycynę. W 1789 odziedziczył dobra ziemskie po śmierci ojca. Główną rezydencję urządził w Kobylempolu, gdzie przebudował dwór na wzór francuski oraz założył bogatą bibliotekę. Wskutek odmowy władz pruskich nie mógł otworzyć manufaktury farb i witriolu.
W czasie powstania kościuszkowskiego był członkiem komisji porządkowej województwa poznańskiego, ale władze pruskie po upadku insurekcji uznały go za niewinnego. Brał nadal udział w działalności polskiej po III rozbiorze, utrzymywał kontakt z generałem Stanisławem Fiszerem. W listopadzie 1806 specjalny list do Mycielskiego skierował generał Jan Henryk Dąbrowski, wzywając go do podjęcia akcji propagandowej w Poznaniu na rzecz Napoleona i Francji. Wkrótce Mycielski był jednym z pierwszych mieszkańców Poznania, witających wkraczające oddziały francuskie; w szeregach armii napoleońskiej odbył kampanię zimową 1806―1807 i dosłużył się stopnia pułkownika. 8 stycznia 1808 został przewodniczącym nowo powstałej polsko-francuskiej loży masońskiej Français et Polonais Réunis. W 1809 został odznaczony Legią Honorową.
W kolejnych latach brał m.in. udział w życiu politycznym Księstwa Warszawskiego, będąc członkiem rady departamentu poznańskiego (z powiatu poznańskiego). Zmarł w trakcie epidemii ospy; ze względu na wykształcenie medyczne sam próbował pomagać swoim poddanym, stosując nowatorskie wówczas szczepienia Jennera. Został pochowany w kościele filipinów w Gostyniu.
Jego żona, Anna z Mielżyńskich (zm. 1 marca 1840), wcześniej rozwiedziona z Bonawenturą Gajewskim, także uczestniczyła w działalności propolskiej i pronapoleońskiej. Z małżeństwa urodziło się sześcioro dzieci: synowie Franciszek, Michał, Ludwik i Józef oraz córki Konstancja Wiktoria (żona Józefa Brezy) i Seweryna (żona Józefa Sokolnickiego).
Stanisław Mycielski bywa niekiedy mylony ze swoim stryjem, także Stanisławem (1743-1818), generałem wojsk litewskich.